# Кэмпбелл, Джон (легкоатлет)
Джеймс Харпер Пойнтер (Джон) Кэмпбелл (англ. James Harper Poynter (John) Campbell) — британский легкоатлет, выступавший в прыжках с шестом. Участник летних Олимпийских игр 1924 года.

## Биография
Джон Кэмпбелл родился 4 ноября 1901 года в австралийском городе Квинслифф.
В 1924 году стал серебряным призёром чемпионатов любительской легкоатлетической ассоциации и Оксбриджа в прыжках с шестом.
В том же году вошёл в состав сборной Великобритании на летних Олимпийских играх в Париже. В квалификации прыжков с шестом поделил 15-20-е места, показав результат 3,20 метра и уступив 46 сантиметров худшим из попавших в финал.
Окончил Кембриджский университет, после чего занимался торговлей вином.
Во время Второй мировой войны занимался захватами в Восточном Средиземноморье. В частности, вместе с Патриком Ли Фермором спланировал похищение на Крите немецкого генерала Генриха Крайпе, состоявшееся 26 апреля 1944 года. Был награждён орденом и крестом «За выдающиеся заслуги».
Из-за остеоартроза не мог, как раньше, быть физически активным. В 50-летнем возрасте поступил в художественную школу, после чего занимался скульптурой и керамикой.
Умер 2 июля 1975 года в ирландском городе Дублин.

## Личный рекорд
- Прыжки с шестом — 3,35[1]